# 2014 في النرويج
فيما يلي قوائم الأحداث التي وقعت خلال عام 2014 في النرويج.

## رياضة
- 17 أغسطس – سباق النرويج 2014 الفائزون لارس بيتر نوردهاوق، دافيد فييلا، ستيفن كرويسفيك، أوقست جنسن، ألكسندر كريستوف، 2014 Belkin Pro Cycling season [الإنجليزية]‏.

## موسيقى

### أغاني
من الأغاني التي صدرت هذه السنة في النرويج:
- 1 ديسمبر – فايرستون من غناء كايغو.

## وفيات

### يناير
- 29 يناير – لارس أندرياس لارسن (مواليد 1935) ممثل نرويجي.[1]